# Leptodactylus poecilochilus
Espèce
Synonymes
- Cystignathus poecilochilus Cope, 1862
- Leptodactylus quadrivittatus Cope, 1893
- Leptodactylus maculilabris Boulenger, 1896
- Leptodactylus diptychus Boulenger, 1918

Statut de conservation UICN

 LC  : Préoccupation mineure
Leptodactylus poecilochilus est une espèce d'amphibiens de la famille des Leptodactylidae.

## Répartition
Cette espèce se rencontre jusqu'à 1 150 m d'altitude, :
- au Costa Rica ;
- au Panama ;
- dans le nord de la Colombie ;
- dans le nord-ouest du Venezuela.

## Description
Adulte le mâle mesure entre 33 et 49 mm et la femelle de 32 à 50 mm.

## Étymologie
Le nom spécifique poecilochilus vient du grec poikilos, varié, et de cheilos, la lèvre, en référence à l'aspect de cette espèce.

## Publication originale
- Cope, 1862 : On some new and little known American Anura. Proceedings of the Academy of Natural Sciences of Philadelphia, vol. 14, p. 151–159 (texte intégral).